# Лопонь
Лопонь (пол. Łopoń) — село в Польщі, у гміні Войнич Тарновського повіту Малопольського воєводства.
Населення — 854 особи (2011).
У 1975-1998 роках село належало до Тарновського воєводства.

## Демографія
Демографічна структура станом на 31 березня 2011 року:
|          | Загалом | Допрацездатний вік | Працездатний вік | Постпрацездатний вік |
| -------- | ------- | ------------------ | ---------------- | -------------------- |
| Чоловіки | 431     | 103                | 295              | 33                   |
| Жінки    | 423     | 93                 | 261              | 69                   |
| Разом    | 854     | 196                | 556              | 102                  |